# 走廊外交
走廊外交指2010年10月4日中華人民共和國國務院總理溫家寶與日本首相菅直人於比利時布魯塞爾亞歐會議的「偶然相遇」並「順道」談論有關2010年中日釣魚台風波（日稱尖閣諸島中国漁船衝突事件）長達25分鐘的一次外交事件。這被視為中日兩國用來替兩國緊張關係解溫的一個手段。

## 背景

### 中國漁船與日本巡邏船相撞
2010年9月7日的日本海上保安廳巡視船在釣魚島海域與中國漁船發生衝撞，並將中國船長詹其雄扣押。衝撞發生後，中國外交部副部長約見日本駐華大使，要求日方停止非法攔截行動。日本海上保安廳則決定以嫌疑妨礙公務罪逮捕這艘中國漁船的船長，同時以涉嫌違反日本《漁業法》為由對該船展開調查。雖然期後保安廳9月13日釋放了14名中國船員，但石垣簡易法院批准將中國漁船船長的拘留期限再延長10至29日。中國強烈抗議事件，並立即採取反制措施，如禁止向日本出口稀土。溫家寶9月21日在紐約以強硬措詞，「敦促日方立即無條件放人」。最後中國漁船船長於9月24日獲釋。

### 四名日本人誤闖中國軍事區
2010年9月23日河北石家莊安全機關以涉嫌擅入軍事禁區並拍攝為由抓捕了4名於藤田（フジタ）建設公司任職的日本人。石家莊市國家安全方面機關稱，高橋定等4名日本人擅自進入河北省某軍事管理區並對軍事目標進行非法錄像。河北省石家莊市國家安全機關接到報告後，即對上述人員依法採取措施，並對其問題進行審查。而被捕的3名藤田職員獲釋後，亦承認違反中國法律及表示悔過 （页面存档备份，存于）。

### 美日聯合軍演
2010年9月23日，美國國務卿希拉里·克林顿（Hillary Clinton）在紐約與日本外相前原誠司舉行會談。日本多家媒體報導稱，前原在記者會表示，希拉蕊在與他舉行的會談中明確地告訴他，釣魚島是屬於日本統治下的領域，適用於美日安保條約第5條，亦即此區域若遭到武力攻擊的話，美日將採取軍事行動共同應對。
美日並聲稱將會模擬中國解放軍成功攻入釣魚台並擊退解放軍。

## 三個偶然
1. 在亞歐會議散會後，溫家寶與菅直人在走廊里偶然相遇。
2. 走廊里偶然有两把椅子讓二人在走廊中進行交談。
3. 日方沒有帶備中文翻譯，在場卻偶然有一名翻译替二人翻譯。

于是，溫家寶與菅直人二人「偶然」進行了25分钟的「走廊会谈」。

### 幕後策劃
據報道，日本內閣官房長官仙谷由人與國務委員戴秉國，曾在中國國慶日秘密進行電話會談，並一手促成兩國總理會晤。（页面存档备份，存于）